# Guy Stéphan
Guy Stéphan (ur. 17 października 1956 roku w Ploumilliau) – francuski piłkarz i trener piłkarski.
Jako piłkarz reprezentował barwy En Avant de Guingamp, Stade Rennais, Le Havre AC, US Orléans oraz SM Caen.

## Kariera sportowa
W latach 1995–96 był szkoleniowcem Olympique Lyon, później przez rok (styczeń 1997 – styczeń 1998) prowadził Girondins Bordeaux. Następnie przez dwa lata pomagał Rogerowi Lemerre'owi w reprezentacji Francji. W 2000 roku zdobyła ona mistrzostwo Europy. Od 2000 do 2002 roku był asystentem Brunona Metsu przy drużynie narodowej Senegalu, która na Mundialu 2002 doszła do ćwierćfinału. Po turnieju przejął od Metsu stery reprezentacji, ale nie zdołał z nią awansować do mistrzostw świata 2006. Pod koniec 2005 roku został zastąpiony przez Abdoulaye Sarra.